# Parti communiste tunisien
Le Parti communiste tunisien (arabe : الحزب الشيوعي التونسي) ou PCT est un parti politique tunisien fondé en 1934. En 1993, il se transforme en mouvement Ettajdid.

## Protectorat français
Il est fondé lors du congrès des 20 mai 1934 et 21 mai 1934, lorsque la fédération tunisienne du Parti communiste français, fondée en 1920, est convertie en une organisation indépendante. Durant l'entre-deux-guerres, le parti appelle à s'unir dans la lutte contre la domination française en Tunisie et dans la propagation du marxisme parmi la population. Il considère par ailleurs la montée du fascisme comme un obstacle majeur à l'indépendance pour les peuples opprimés.
Pendant la Seconde Guerre mondiale, le PCT lutte contre le fascisme et les représentants du régime de Vichy. qui l'interdit dès 1939, ce qui ne l'empêche pas de poursuivre ses activités de façon illégale, participant à la résistance pendant l'occupation par les troupes de l'Axe (novembre 1942-mai 1943) jusqu'à la libération.

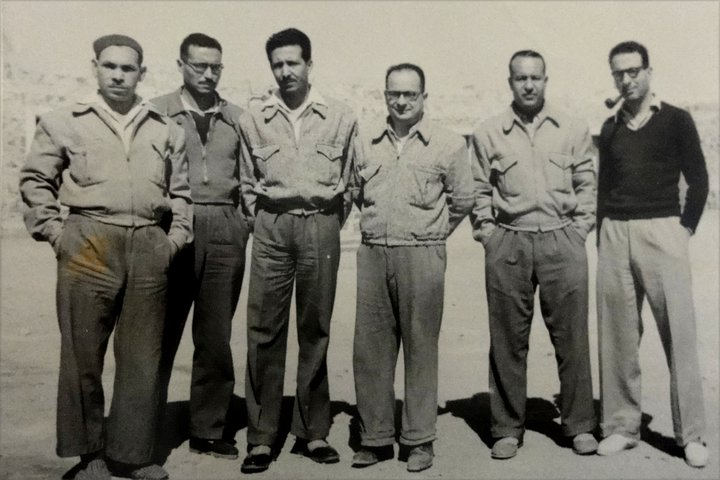
Militants du PCT déportés dans le sud de la Tunisie au début des années 1950.

En 1948, Mohamed Ennafaa devient premier secrétaire ; il s'était engagé dès sa jeunesse pour la libération du pays, ce qui lui a valu d'être emprisonné dès 1934 avec ses camarades Ali Jrad et Georges Adda et leurs compagnons du Néo-Destour, comme Habib Bourguiba.
Après la guerre, le PCT cherche à interagir avec d'autres partis, en particulier le Néo-Destour. Toutefois, il ne soutient pas la lutte de libération engagée en 1952-1954, affaibli par la répression des autorités du protectorat. En 1954, il est à nouveau en mesure d'opérer légalement, participant à des manifestations appelant à l'abolition du protectorat.

## Indépendance
Après l'obtention de l'indépendance, le sixième congrès du parti, tenu du 29 décembre 1957 au 31 décembre 1957, adopte un nouveau programme. Cependant, dans la foulée de la découverte d'un complot visant à assassiner le président Bourguiba, les publications du parti sont suspendues le 31 décembre 1962. Le 6 janvier 1963, le parti est interdit par décision administrative devenue judiciaire le 23 janvier. Certains de ses membres sont persécutés par les autorités : quatorze militants sont ainsi condamnés en septembre 1968 lors du grand procès du mouvement Perspectives à des peines de prison. En 1974, le PCT publié un manifeste « pour un nouveau choix progressiste et démocratique », qui fournit une analyse de la situation du pays et appelle à rassembler les forces patriotiques dans la lutte pour la démocratisation de la vie publique et le progrès social.
Le PCT est à nouveau autorisé à exercer ses activités le 18 juillet 1981. Mohamed Harmel, nouveau premier secrétaire, raconte s'être rendu chez le président Habib Bourguiba à Monastir afin de le remercier d'avoir levé l'interdiction qui pesait depuis 18 ans sur les publications communistes. Bourguiba lui aurait alors demandé : « Mais qu'êtes-vous donc devenus, vous les communistes tunisiens qui faisiez parler de vous dans les années quarante et cinquante ? ». Harmel aurait alors répondu : « Nous ne sommes plus visibles parce que vous avez décidé, Monsieur le Président, d'interdire les activités du PCT ! ». Et Bourguiba de répondre, après quelques secondes de réflexion : « Levons donc aussitôt cette mesure d'interdiction ! ».
Le parti abandonne le marxisme-léninisme en octobre 1992 avant de se transformer, en avril 1993, en mouvement Ettajdid.

## Résultats électoraux
| Année | Voix   | %      | Rang | Sièges  | Gouvernements       |
| ----- | ------ | ------ | ---- | ------- | ------------------- |
| 1956  | 7 352  | 1,20 % | 2e   | 0 / 98  | Extra-parlementaire |
| 1959  | 3 471  | 0,30 % | 2e   | 0 / 90  | Extra-parlementaire |
| 1981  | 14 677 | 0,80 % | 4e   | 0 / 136 | Extra-parlementaire |